# Onychoserica citrina
Onychoserica citrina är en skalbaggsart som beskrevs av Moser 1924. Onychoserica citrina ingår i släktet Onychoserica och familjen Melolonthidae. Inga underarter finns listade i Catalogue of Life.